# Akihiro Nishimura
Akihiro Nishimura (Prefectura d'Osaka, Japó, 8 d'agost de 1958) és un futbolista japonès que disputà 49 partits amb la selecció japonesa.